# Isle aux Morts
Isle aux Morts es un pueblo canadiense situado en la provincia de Terranova y Labrador.

## Superficie
Isle aux Morts tiene una superficie de 7,75 km².

## Demografía
En 2021, tenía 559 habitantes, una densidad poblacional de 72,1 hab./km², y 292 viviendas.